# 음력 5월 28일
음력 5월 28일은 음력 5월의 28번째 날이다.

## 사건
- 1304년 - 고려 충렬왕 때 한국 최초의 장학기금 섬학전(贍學錢)을 안향이 국학(國學)에 설치하자고 건의하다.
- 1460년 - 조선 세조 때 예조에서 《훈민정음》·《동국정운》·《홍무정운》을 문과 초장(文科初場)에서 강할 것 등을 아뢰다.
- 1880년 - 조선, 제2차 수신사의 김홍집 일행이 서울에서 출발하다.
- 2013년 - 아시아나항공 214편 보잉 777여객기가 샌프란시스코 공항 활주로에 추락하였다.

## 문화
- 1984년 - 88올림픽고속도로 개통.
- 1994년 -
  - 서해안고속도로의 인천 나들목에서 안산 분기점 구간이 개통됐다.
  - 제2경인고속도로 서창 분기점 ~ 광명 나들목 구간 개통.
- 2008년 - 마창대교 개통.
- 2011년 - 대한민국 제주특별자치도에서 오후 2시부터 아날로그 텔레비전 방송 종료.

## 같이 보기
- 음력 360일: 1월 2월 3월 4월 5월 6월 7월 8월 9월 10월 11월 12월
- 전날:5월 27일 다음날:5월 29일 - 전달:4월 28일 다음달:6월 28일
- 양력:5월 28일
- 음력, 윤달